# Oberth-effektus
Az Oberth-effektus (vagy Oberth-hatás) az űrhajózásban az a jelenség, hogy az űrhajó hajtóművének alkalmazása nagyobb végsebességet eredményez, ha azt gravitációs test közelében, nagy sebességgel haladva működtetik.
A felismerés és a jelenség számításokkal való igazolása Hermann Oberth német fizikus nevéhez fűződik, aki az Osztrák–Magyar Monarchia területén született. Elmélete miatt a rakétameghajtás egyik korai megteremtőjének tekintik.
A jelenség kihasználásához az űrhajónak nagy sebességgel kell haladnia, és a hajtóműnek a legrövidebb idő alatt a legnagyobb impulzust kell leadnia. Ennek hatása az emberes űrhajók felbocsátásakor is megfigyelhető: az űrhajósoknak (a berendezéssel együtt) rövid ideig, a még éppen elviselhető 8 g gyorsulást kell elviselniük az üzemanyag lehető legjobb kihasználása érdekében. Kisebb gyorsulással haladva is elérhető lenne ugyanaz a pálya, de csak nagyobb üzemanyagmennyiség felhasználásával.
Az Oberth-effektus kisebb javulást eredményez a kisebb kilépő sebességű hajtóművek, például ionhajtóművek esetén.
Az elmélet ismertté válása előtt úgy gondolták, hogy a Naprendszeren belüli űrrepülés is gyakorlatilag lehetetlen a szükséges, irreális mennyiségű üzemanyag miatt, amit az űrhajónak magával kellene vinnie.

## Fordítás
- Ez a szócikk részben vagy egészben  az   Oberth effect című angol Wikipédia-szócikk fordításán alapul.  Az eredeti cikk szerkesztőit annak laptörténete sorolja fel. Ez a jelzés csupán a megfogalmazás eredetét és a szerzői jogokat jelzi, nem szolgál a cikkben szereplő információk forrásmegjelöléseként.